# Грабельки
Грабельки (Erodium) — рід квіткових рослин родини геранієві (Geraniaceae).

## Опис
Рослини з перисто-роздільними листками, з вільними або більш-менш зрослими прилистками; нижні листки зібрані розеткою. Квітки актиноморфні або зигоморфні, зібрані багатоквітковими зонтиками, дуже рідко зонтик одноквітковий. Пелюсток і чашолистків по 5, Тичинок 10. Зав'язь 5-гніздова. Частки плода не розкриваються, на верхівці з придатком, з внутрішнього боку волосистим, який при достиганні плодів скручується спірально.
Плоди мають цікаву особливість: коли стиглий плід падає на землю, то завдяки своїй формі під впливом зміни вологості він занурюється у ґрунт за принципом штопора або гвинта.

## Види
| - Erodium acaule (L.) Bech. & Thell. - Erodium aethiopicum (Lam.) Brumh. & Thell. - Erodium aureum - Erodium botrys (Cav.) Bertol. - Erodium brachycarpum (Godr.) Thell. - Erodium carolinianum - Erodium chium (L.) Willd. - Erodium chrysantum L'Hér. ex DC. - Erodium ciconium (L.) L'Hér. - Erodium cicutarium (L.) L'Hér. - Erodium corsicum Léman - Erodium crinitum - Erodium crispum Lapeyr. - Erodium cygnorum Nees - Erodium foetidum (L.) L'Hér. | - Erodium glandulosum (Cav.) Willd. - Erodium gruinum (L.) L'Hér. - Erodium hoefftianum C. A. Meyer - Erodium laciniatum (Cav.) Willd. - Erodium lebelii Jord. - Erodium macrophyllum Hook. & Arn. - Erodium malacoides (L.) L'Hér. - Erodium manescavii Coss. - Erodium maritimum (L.) L'Hér. - Erodium moschatum (L.) L'Hér. - Erodium mouretii Pitard. - Erodium pelargoniflorum - Erodium reichardii - Erodium rodiei (Braun-Blanq.) Poirion - Erodium salzmannii Delile - Erodium texanum A. Gray - Erodium trifolium |

## Галерея

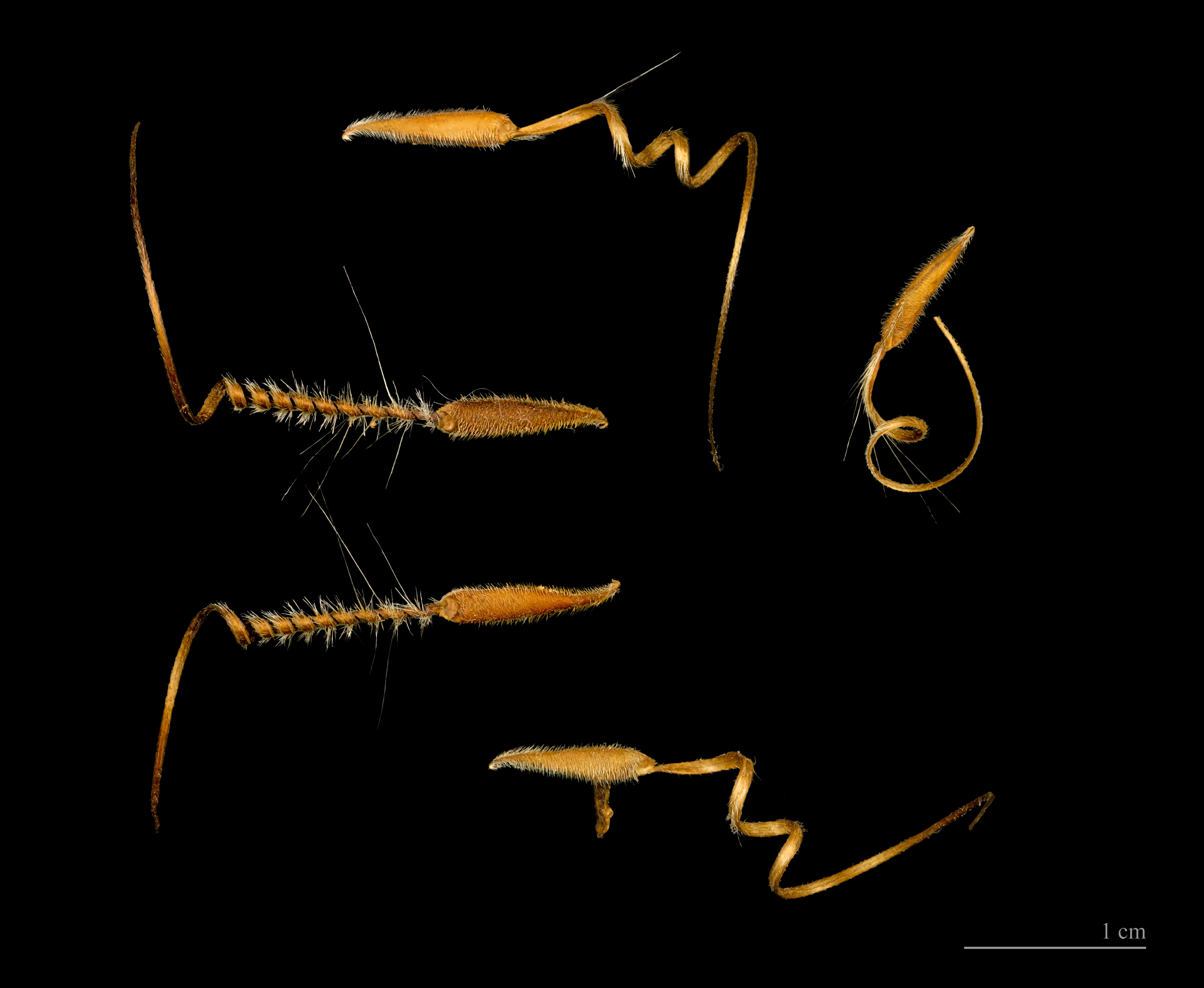
Стиглі плоди завдяки своїй формі занурюються у ґрунт: під впливом вологи спіраль розкручується
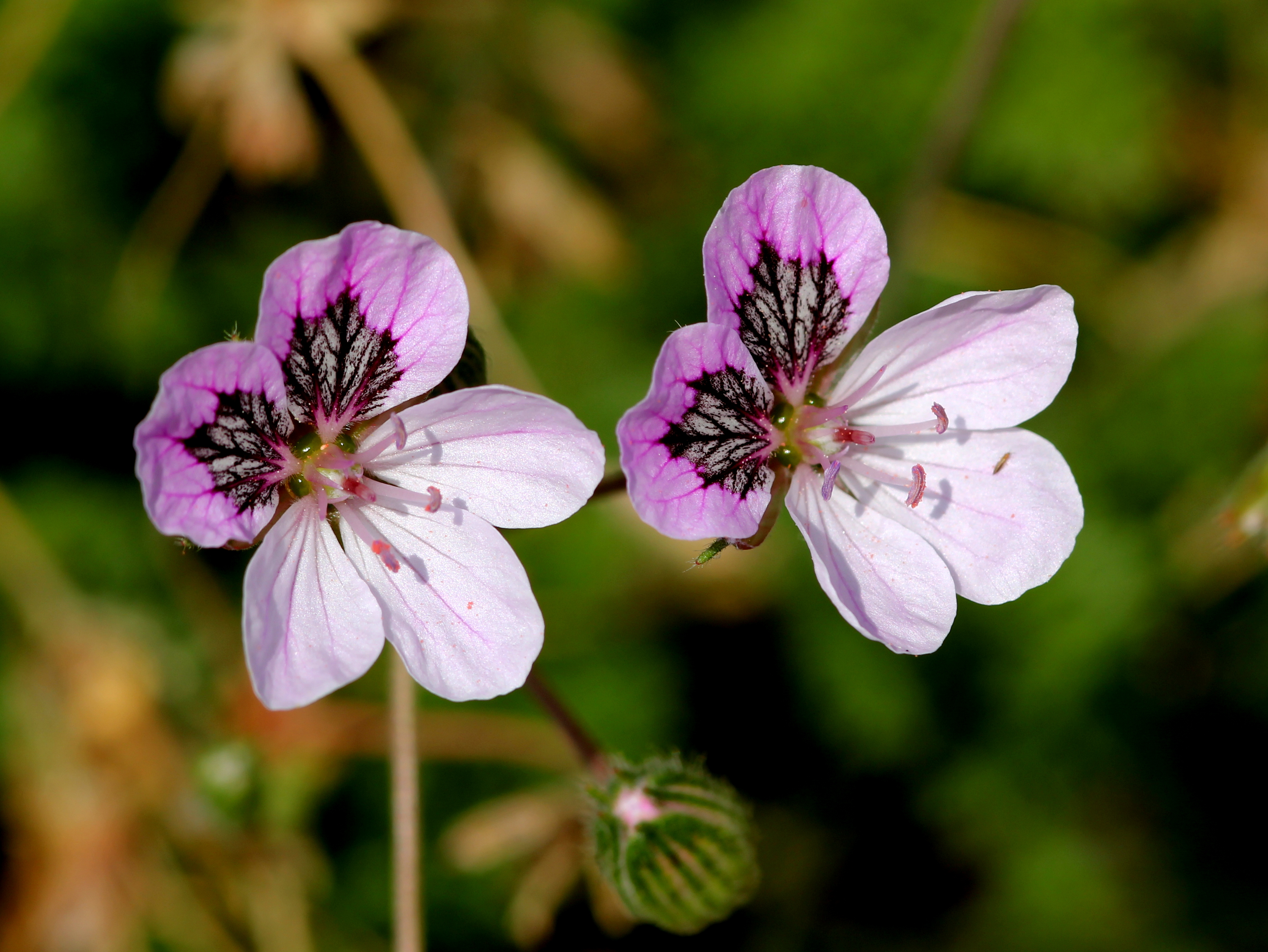
Erodium glandulosum — Тулузький музей
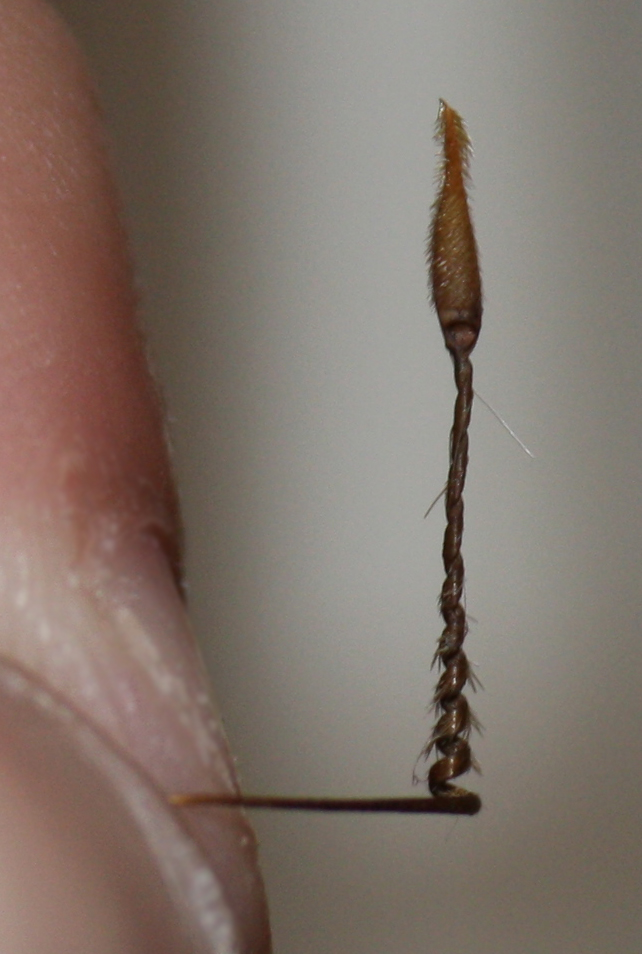
Плід Erodium ciconium
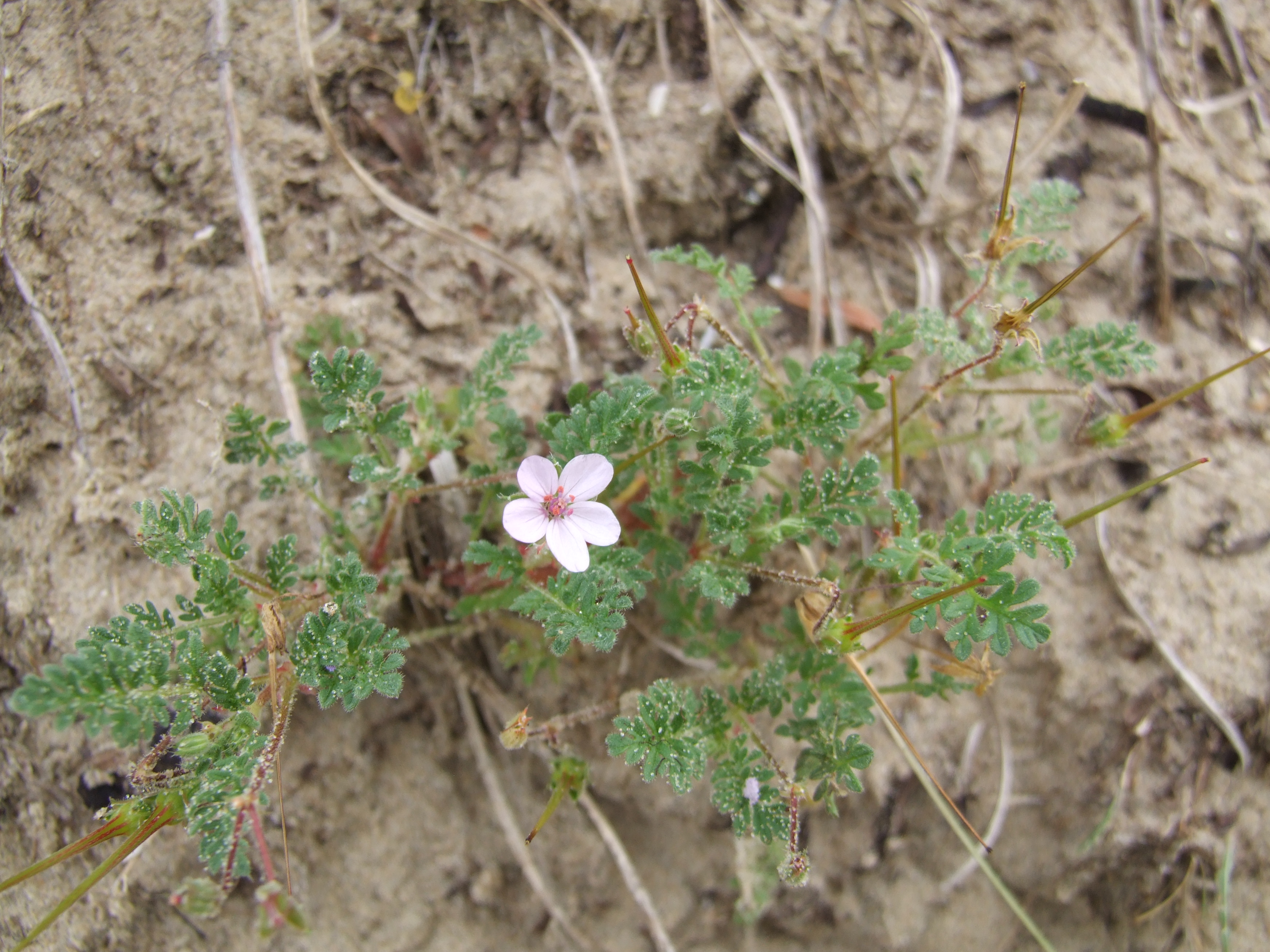
Erodium lebelii